# Araripina
Koordinaten: 7° 35′ S, 40° 30′ W

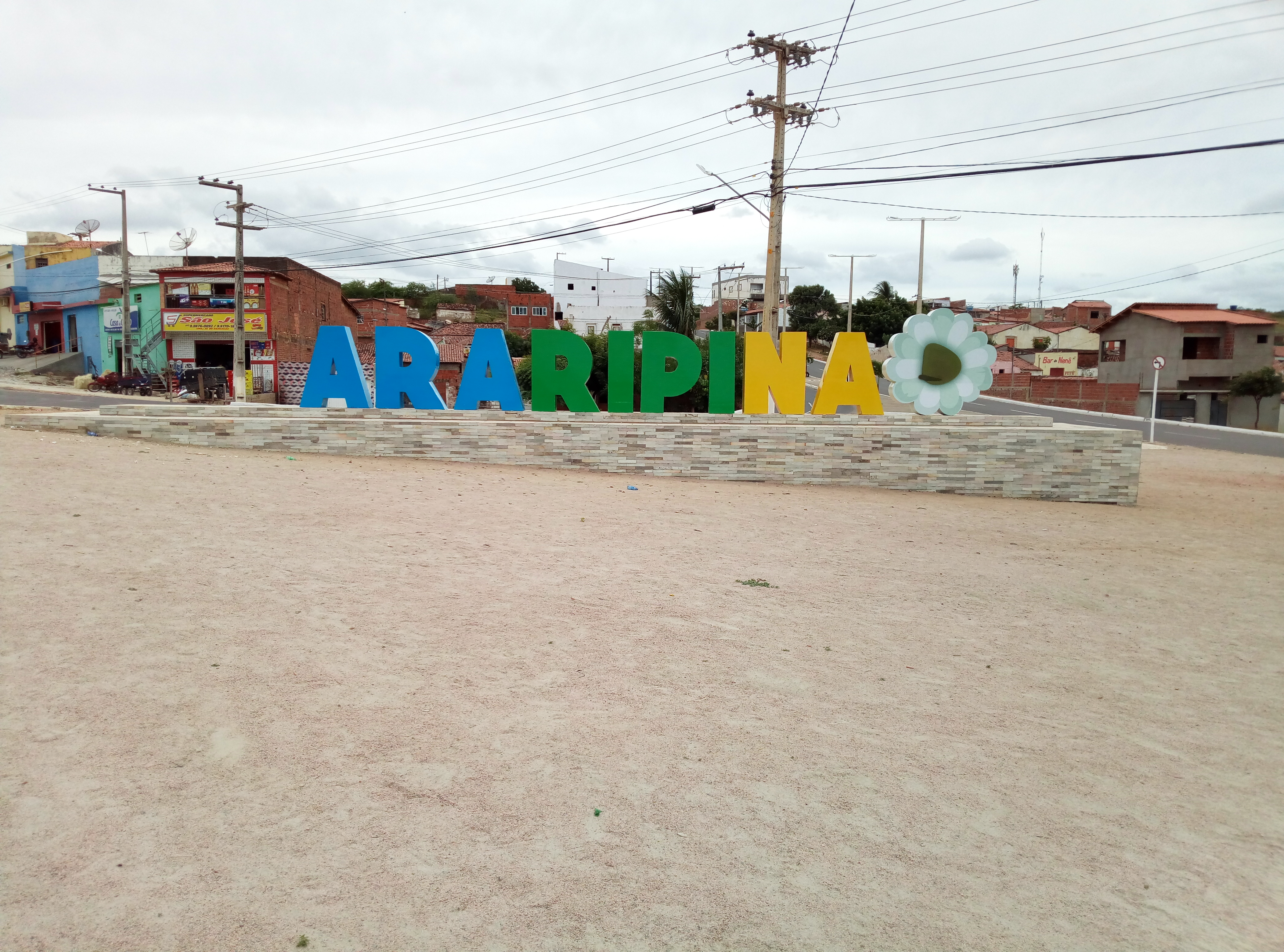
Araripina (2019)

Araripina, amtlich Município de Araripina, ist ein Ort im brasilianischen Bundesstaat Pernambuco, er hat 77.000 Einwohner.

## Geographie
Er liegt 690 km westlich der Hauptstadt Recife. Zugangsstraßen sind die BR 316 und BR 232. Die Fläche beträgt 1906 km². Der Ort liegt im Quellgebiet des Rio Brigida. Es herrscht ein semiarides Klima mit einer jährlichen Durchschnittstemperatur von 24 °C. Die durchschnittliche Niederschlagsmenge beträgt 700 mm jährlich. Das Land ist nur temporär nutzbar mit typischer Caatinga-Vegetation.

## Söhne und Töchter
- Francisco de Sales Alencar Batista (* 1968), römisch-katholischer Ordensgeistlicher, Bischof von Mossoró
- Silvino João de Carvalho (* 1981), Fußballspieler